# Équipe de Tunisie masculine de handball au Championnat du monde 2021
Cet article relate le parcours de l'équipe de Tunisie masculine de handball au championnat du monde 2021 qui se tient au Égypte du 13 au janvier 2021. Il s'agit de la 14e participation de Tunisie à un championnat du monde (13e consécutive depuis 1995).
La compétition n'échappe pas à la pandémie de Covid-19 qui affecte le monde entier. Ainsi, toutes les équipes doivent observer un strict respect des conditions sanitaires, avec notamment la mise en place d'une bulle sanitaire pour les équipes et la compétition se joue sans spectateurs.

## Matchs de préparation
La Tunisie joue une série de matchs amicaux dans un tournoi au Qatar fin décembre et contre l'Union sportive d'Ivry début janvier à Hammamet.
| No | Date             | Lieu     | Adversaire | Résultat  | Événement        |
| -- | ---------------- | -------- | ---------- | --------- | ---------------- |
| 1  | 25 décembre 2020 | Doha     | Qatar      | P 33 - 30 | Tournoi de Doha  |
| 2  | 27 décembre 2020 | Doha     | Espagne    | N 30 - 30 | Tournoi de Doha  |
| 3  | 29 décembre 2020 | Doha     | Argentine  | P 27 - 28 | Tournoi de Doha  |
| 4  | 5 janvier 2021   | Hammamet | US Ivry    | V 33 - 24 | Stage à Hammamet |
| 5  | 7 janvier 2021   | Hammamet | US Ivry    | V 31 - 23 | Stage à Hammamet |

## Résultats

### Tour préliminaire
La Tunisie évolue dans le groupe B avec le champion d'Europe, l'Espagne, le vice-champion d'Amérique du Sud, le Brésil, et le troisième du championnat du monde de 2015, la Pologne ; il s'agit d'une groupe très élevé pour le vice-champion d'Afrique.
|   | Équipe  | Pts | J | G | N | P | Bp | Bc | Diff |
| - | ------- | --- | - | - | - | - | -- | -- | ---- |
| 1 | Espagne | 5   | 3 | 2 | 1 | 0 | 92 | 85 | 7    |
| 2 | Pologne | 4   | 3 | 2 | 0 | 1 | 89 | 78 | 11   |
| 3 | Brésil  | 2   | 3 | 0 | 2 | 1 | 84 | 94 | -10  |
| 4 | Tunisie | 1   | 3 | 0 | 1 | 2 | 90 | 98 | -8   |

| 15 janvier 2021 21h30 | Tunisie        | 28-30   | Pologne             | Handball Hall, « nouvelle capitale » Arbitrage : Giorgji Nachevski et Slave Nikolov |
| 15 janvier 2021 21h30 | Mosbah Sanai 9 | (17-17) | Arkadiusz Moryto 11 | Handball Hall, « nouvelle capitale » Arbitrage : Giorgji Nachevski et Slave Nikolov |
| 15 janvier 2021 21h30 | ×2 ×5          | Rapport | ×2 ×6               | Handball Hall, « nouvelle capitale » Arbitrage : Giorgji Nachevski et Slave Nikolov |

| 17 janvier 2021 19h00 | Tunisie                 | 32-32   | Brésil               | Handball Hall, « nouvelle capitale » Arbitrage : Mads Hansen et Jesper Madsen |
| 17 janvier 2021 19h00 | Mohamed Amine Darmoul 9 | (20-16) | Hackbarth, Langaro 6 | Handball Hall, « nouvelle capitale » Arbitrage : Mads Hansen et Jesper Madsen |
| 17 janvier 2021 19h00 | ×2 ×6                   | Rapport | ×4                   | Handball Hall, « nouvelle capitale » Arbitrage : Mads Hansen et Jesper Madsen |

| 19 janvier 2021 19h00 | Espagne                  | 36-30   | Tunisie                 | Handball Hall, « nouvelle capitale » Arbitrage : Mads Hansen et Jesper Madsen |
| 19 janvier 2021 19h00 | Ángel Fernández Pérez 10 | (17-14) | Mohamed Amine Darmoul 8 | Handball Hall, « nouvelle capitale » Arbitrage : Mads Hansen et Jesper Madsen |
| 19 janvier 2021 19h00 | ×5                       | Rapport | ×1 ×3                   | Handball Hall, « nouvelle capitale » Arbitrage : Mads Hansen et Jesper Madsen |

### Coupe du Président
Groupe PCI
|   | Équipe   | Pts | J | G | N | P | Bp | Bc | Diff |
| - | -------- | --- | - | - | - | - | -- | -- | ---- |
| 1 | Tunisie  | 6   | 3 | 3 | 0 | 0 | 82 | 51 | 31   |
| 2 | RD Congo | 4   | 3 | 2 | 0 | 1 | 64 | 69 | -5   |
| 3 | Angola   | 2   | 3 | 1 | 0 | 2 | 70 | 66 | 4    |
| 4 | Cap-Vert | 0   | 3 | 0 | 0 | 3 | 00 | 30 | -30  |

| 21 janvier 2021 16h30 | Cap-Vert | 0-10 | Tunisie |  |

| 23 janvier 2021 19h00 | Tunisie          | 38-22   | RD Congo          | Handball Hall, Ville du 6 Octobre Arbitrage : Julian Grillo, Seabstian Lenci |
| 23 janvier 2021 19h00 | Ghannsen Toumi 7 | (17-13) | Gauthier Mvumbi 5 | Handball Hall, Ville du 6 Octobre Arbitrage : Julian Grillo, Seabstian Lenci |
| 23 janvier 2021 19h00 | ×4               | Rapport | ×2                | Handball Hall, Ville du 6 Octobre Arbitrage : Julian Grillo, Seabstian Lenci |

| 25 janvier 2021 19h00 | Tunisie       | 34-29   | Angola                     | Handball Hall, Ville du 6 Octobre Arbitrage : Majid Kolahdouzan et Alireza Mousaviannazhad |
| 25 janvier 2021 19h00 | Issam Rzig 12 | (14-13) | Romé Hebo, Cláudio Lopes 7 | Handball Hall, Ville du 6 Octobre Arbitrage : Majid Kolahdouzan et Alireza Mousaviannazhad |
| 25 janvier 2021 19h00 | ×1 ×8         | Rapport | ×1 ×3 ×1                   | Handball Hall, Ville du 6 Octobre Arbitrage : Majid Kolahdouzan et Alireza Mousaviannazhad |

### Match de classement
Match pour la 25e place
| 27 janvier 2021 18h30 | Tunisie        | 37-33   | Autriche                           | Handball Hall, « nouvelle capitale » Arbitrage : Julian Grillo et Sebatian Lenci |
| 27 janvier 2021 18h30 | Mosbah Sanai 8 | (19-16) | Sebastian Frimmel, Tobias Wagner 7 | Handball Hall, « nouvelle capitale » Arbitrage : Julian Grillo et Sebatian Lenci |
| 27 janvier 2021 18h30 | ×2 ×4          | Rapport | ×2 ×3                              | Handball Hall, « nouvelle capitale » Arbitrage : Julian Grillo et Sebatian Lenci |